# Asaf Jah III.

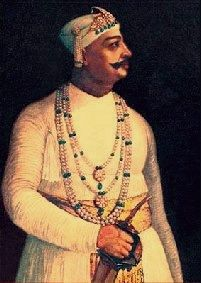
Sikandar Jah

Mir Akbar Ali Khan Siddiqi Sikander Jah Asaf Jah III. (* 11. November 1768 in Hyderabad; † 21. Mai 1829), war als Nizam von 1803 bis 1829 der absolute Herrscher des indischen Fürstenstaats Hyderabad im Hochland des Dekkan.

## Herrschaft

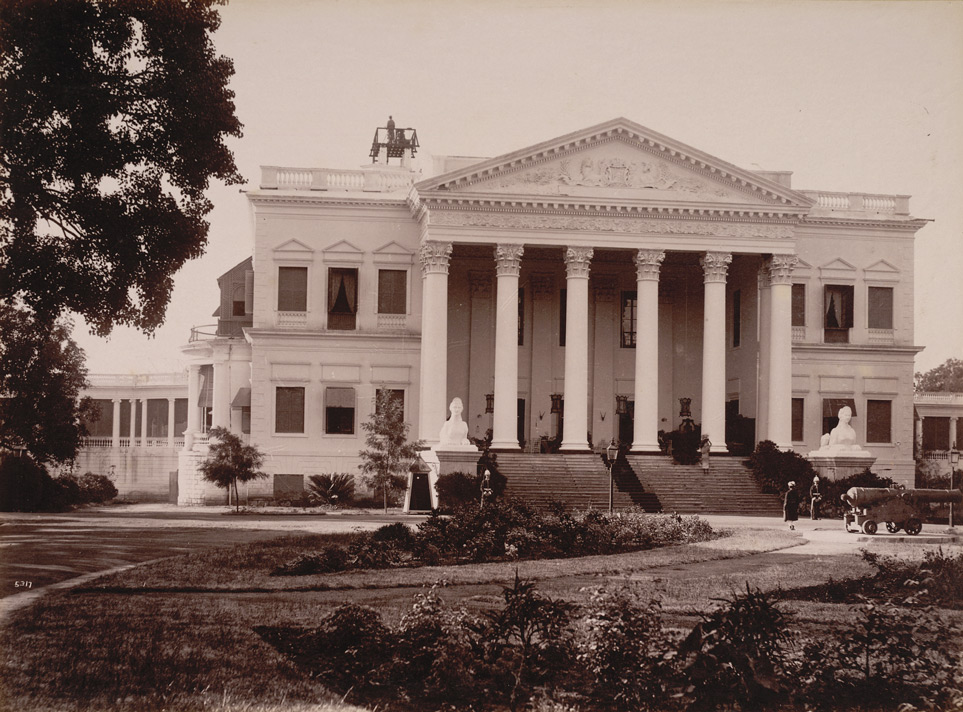
Amtssitz des Residenten (Chādargāt Residency erb. 1803-6, um 1880)

Zwar wehrte er sich anfangs noch als zweitklassiger Verbündeter der Briten behandelt zu werden, musste jedoch ab 1808 anerkennen, dass die Franzosen in Indien ihre Macht verloren hatten. Der Resident wurde zur letzten Instanz in vielen Fragen. Seine Macht wurde im imposanten Amtsgebäude, im Ortsteil Chādargāt, für jedermann sichtbar. Die Briten stationierten dauerhaft die vom Nizam ausgerüstete, aber von ihnen kommandierte Truppe im damals 10 km von der Hauptstadt entfernt liegenden Secunderabad Cantonement.
1808 wurde dem Nizam auch der britenfreundliche Hindu Chandu Lal als Minister aufgedrängt, der bis zum 6. September 1843 im Amt blieb. Dieser dominierte bald die Verwaltung, der eigentliche Diwan Munir ul-Mulk und der Nizam zogen sich aus den Amtsgeschäften zurück und pflegten stattdessen einen ausschweifenden Lebensstil und die Hofintrige. Allein der Diwan hinterließ bei seinem Tod 2,5 Millionen Rs. Schulden. Auf ähnlich großem Fuß lebten die Söhne des Herrschers. Mit den Zahlungen für die Subsidiary Force geriet man immer mehr in Rückstand. Trotzdem wurde der Ausbau des prächtigen Chowmahalla Palasts weitergeführt. In seine Herrschaft fällt auch der Ausbau des Purani-Haveli-Palastes.
Chandu Lal begann Lehen (jagir) mit dem Recht der Steuereintreibung zu verkaufen, die Korruption nahm, selbst für eine muslimische Despotie des Ostens, ungeheure Ausmaße an. 1816 nahm der Minister, mit Genehmigung des Generalgouverneurs, einen Kredit von der in Hyderabad ansässigen Firma Palmer & Co. auf, wodurch das Land in Schuldknechtschaft geriet. Ein zweiter Kredit 1820 wurde nicht genehmigt, als nach Prüfung durch den neuen Residenten Charles Metcalfe festgestellt wurde, dass fast £ 1 Mio. (entspricht in heutiger Kaufkraft £ 107,9 Mio.) zu Zinssätzen bis 24 % geliehen und verschwendet worden waren. Weitere Kreditvergabe wurde untersagt, die Einnahmen der North Circars zum Schuldendienst verwendet, es wurden jedoch nur 6 % Zinsen gezahlt. Palmer & Co. ging bald darauf bankrott. Verschwendung und die Schulden blieben jedoch.
Der Vertrag von 1822 regelte Grenzfragen und entband den Herrscher von der Verpflichtung Tribut (chauth) zu zahlen.
Seine Grablege befindet sich, wie die seiner nächsten drei Nachfolger in der Mekka-Moschee der Hauptstadt.

## Familie
Verheiratet wurde er erstens mit Jahan Parwar Begum Sahiba (Haji Begum), Tochter des Nawab Saif ul-Mulk (Maali Mian) im Mai 1800. Als zweite Frau folgte Fazilath Unisa Begum (Chandni Begum).
Insgesamt hatte er zehn Söhne und neun Töchter, darunter die wichtigeren:
- Naser ad-Daula Farkhunda Ali Khan Asaf Jah IV.
- Mir Gawhar Ali Khan Mubarizuddaula, † 1854
- Zulfiqar ul-Mulk
- Shamsam ul-Mulk